# Sós-völgyi-patak
A Sós-völgyi-patak a Mátraalján ered, Halmajugra nyugati határában, Heves vármegyében, mintegy 170 méteres tengerszint feletti magasságban. A patak forrásától kezdve keleti irányban halad, majd Halmajugra településnél éri el a Bene-patakot.
A patak vize a Bene-patakon keresztül a Tarnába jut. A patak elsősorban a Bene-patak, másod sorban a Tarna, harmad sorban a Zagyva, negyed sorban a Tisza és mindezeken túl a Duna vízgyűjtő területein fekszik.
A Sós-völgyi-patak a Tarna Vízgyűjtő-tervezési alegység működési területéhez tartozik.

## Part menti település
A patak partján fekvő Halmajugra településen több, mint 1200 fő él.